# Bashkia e Krumës
Bashkia e Krumës är en kommun i Albanien.   Den ligger i prefekturen Qarku i Shkodrës, i den norra delen av landet, 100 kilometer norr om huvudstaden Tirana.
Omgivningarna runt Bashkia e Krumës är en mosaik av jordbruksmark och naturlig växtlighet.  Runt Bashkia e Krumës är det ganska glesbefolkat, med 27 invånare per kvadratkilometer.